# ملكة الحليب

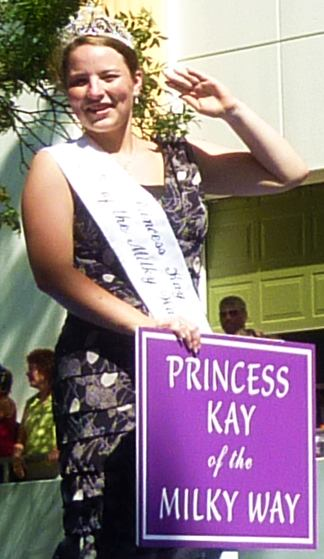
كاتي ميرون، الأميرة كاي من درب التبانة، 2010، كانت طالبة في التاسعة عشر من عمرها في جامعة مينيسوتا.

ملكة الحليب (تسمى في كثير من الأحيان أميرة الألبان أو أميرة الحليب) هو اللقب الذي يُمنح للفائزة في المسابقات المنظمة بانتظام من قبل جمعيات الألبان في العديد من البلدان.

## الفكرة

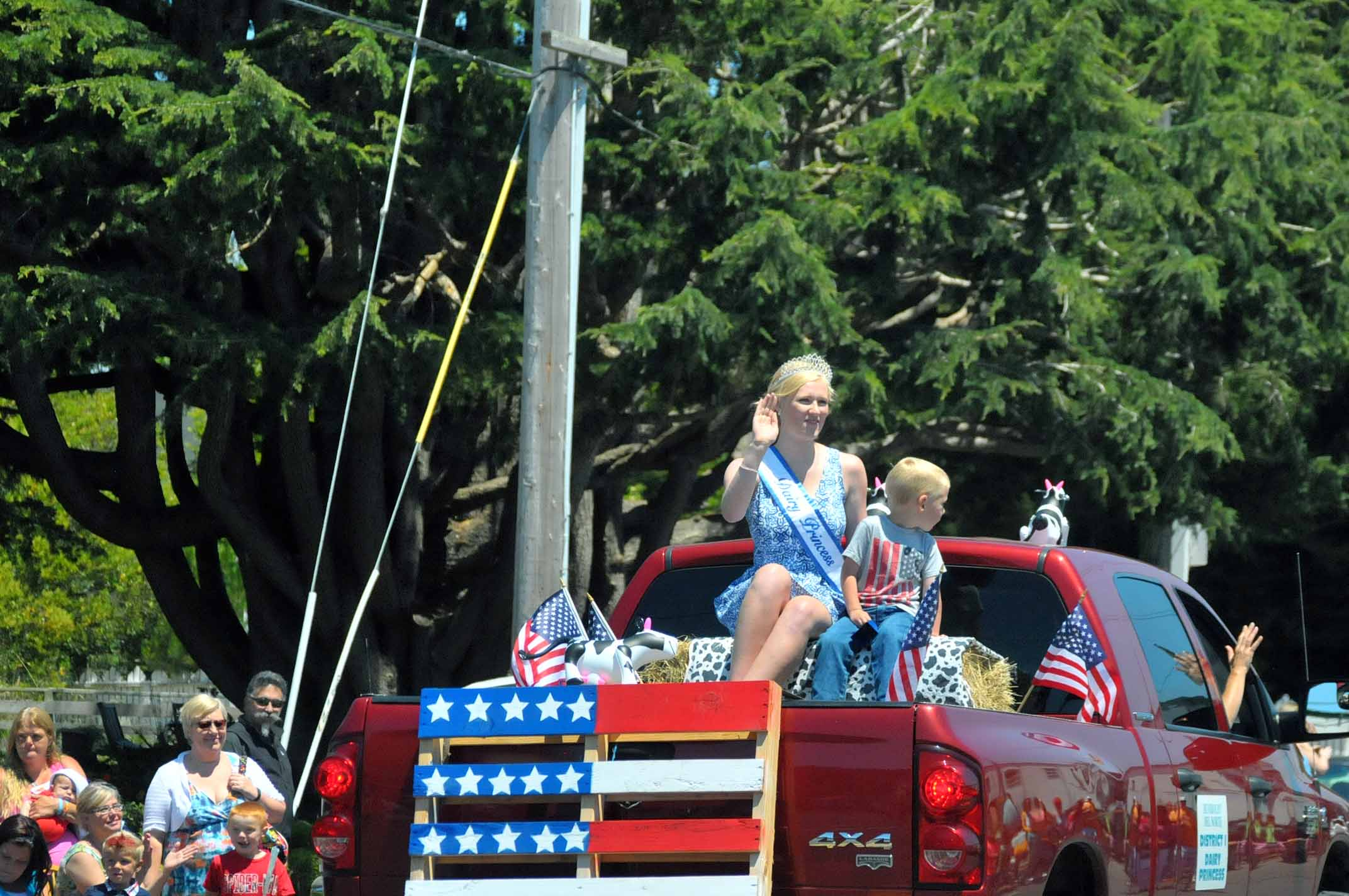
الأميرة ديري 2015 في طوف في مهرجان الشارع الرئيسي السنوي الرابع من يوليو في فيرنديل ، كاليفورنيا.

ملكة الحليب، من وجهة نظر تسويقية، هي علامة تجارية أو شهادة منتج. على غرار ملكات التفاح، الهليون، البيرة، الذرة، عصير الفاكهة، البطاطا أو النبيذ. أو إنها تروج لمجموعة غذائية معينة. وهي منتخبة عادة لمنطقة ما، وهي تمثل منتجات الألبان من هذه المنطقة. الغرض من ملكة الحليب هو إعلام الجمهور بالعديد من فوائد استهلاك منتجات الألبان على أساس يومي. قد تتضمن أنشطة الترويج مظاهر في المعارض التجارية أو أحداث المستهلك والمدارس الابتدائية والمؤتمرات الصحفية.
كشرط، من المتوقع أن يكون المرشحات للقب ملكة الحليب ساحرين مع تقدير الذات القوي، ومعرفة أساسية حول إنتاج الألبان. لا تُمنح المكافآت عادةً جائزة أو المكافأة المالية، ولكن يتم سداد مصاريف سفر الأعمال والملابس. يمنح بعض المنظمين جوائز للفائزين، مثل الرحلات.

## الولايات المتحدة الأمريكية

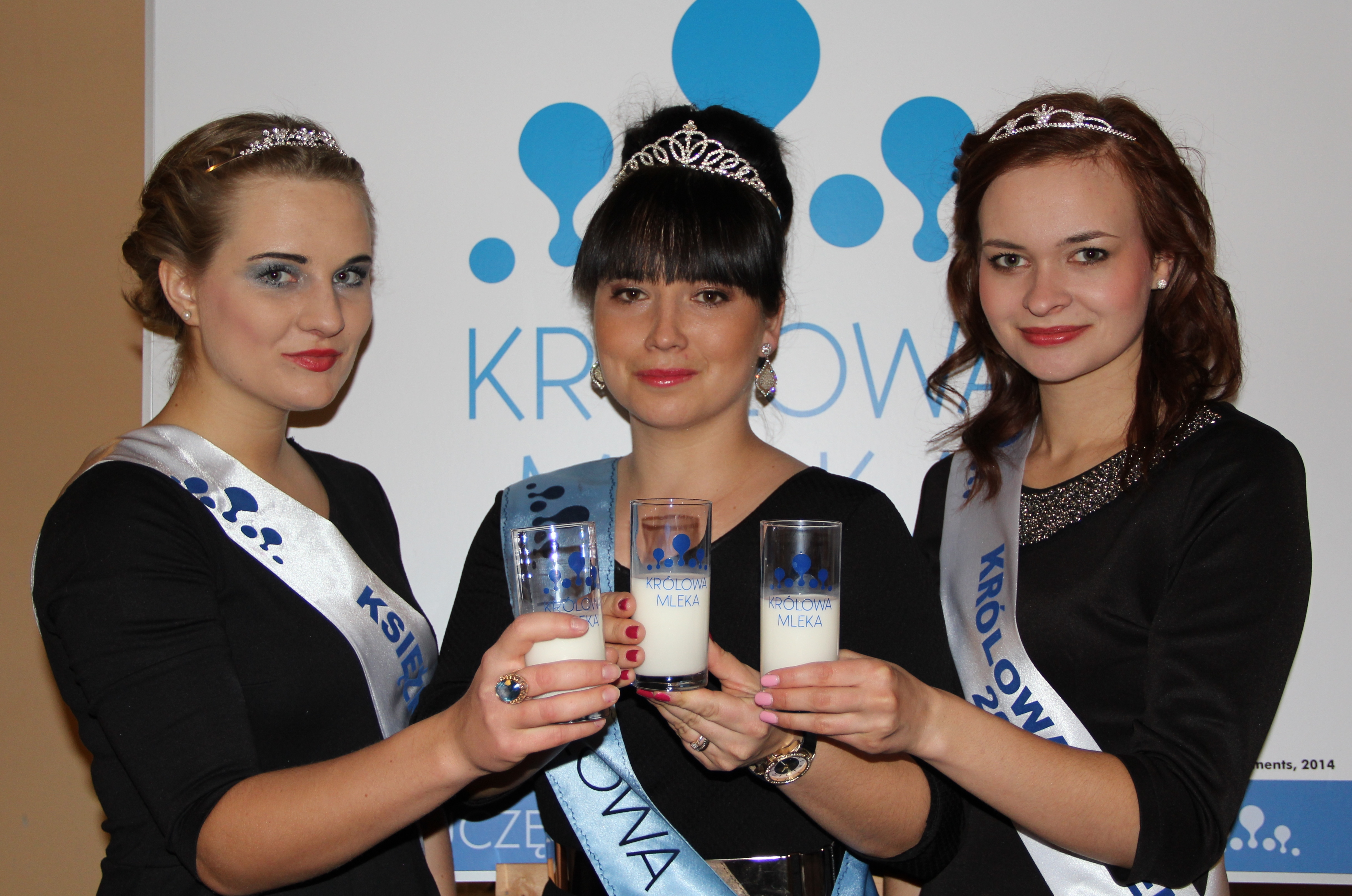
ملكات حليب من بولندا

تم انتخاب نورما غاريت من هارفارد في أول يوم ليوم حليب هارفارد في عام 1945. في معظم الولايات الأمريكية الأخرى، يُطلق على الممثلين المنتخبين اسم أميرة الألبان. وعادةً ما يتم انتخابهم من جميع أمهات مقاطعة الألبان ذات الصلة، على سبيل المثال. عام 1954 أصبح مُعترف قانونيًا بالأميرة كاي من درب التبانة هي الفائزة في برنامج أميرة ألبان مينيسوتا على مستوى الولاية مع حوالي 100 مشارك. أميرات الألبان الأخرى التابعة للدولة هي الأميرة ديانا إنديانا،  أميرة ديزني ديري،  أميرة الألبان في نيويورك،  أميرة الألبان في داكوتا الشمالية،  ولاية بنسلفانيا ملكة الألبان ديري الأمريكية،  ولاية نبراسكا أميرة ألبان الدولة  (حكم الأميرة مارتا بولفير )، أو أميرة اللبن فرجينيا.
- Wisconsin's Dairy Queen and Alice in Dairyland

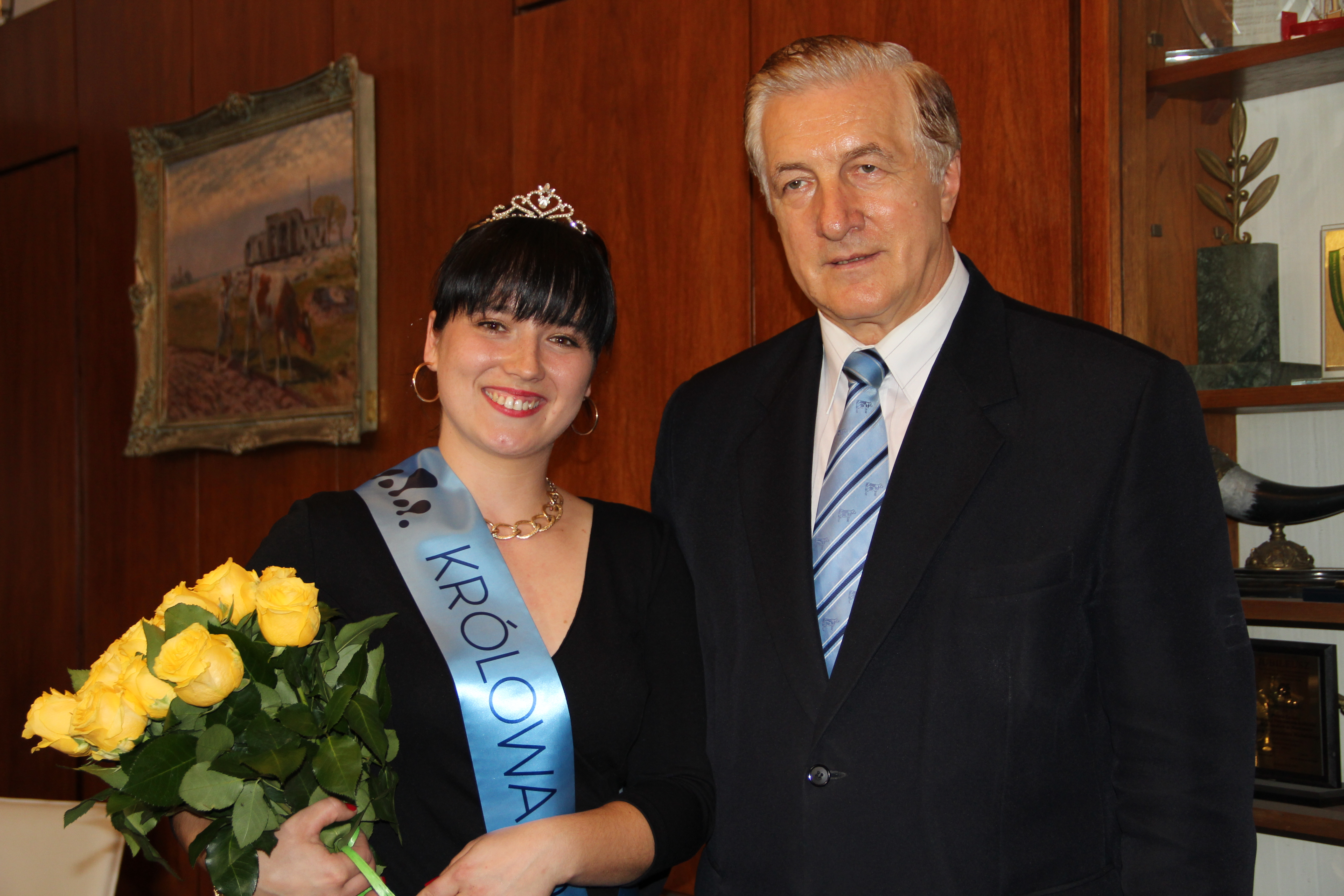
ملكة الحليب البولندية لعام 2014 ، كاتارزينا جاجووينك و فالديمار بروس، رئيس الاتحاد البولندي لتعاونيات الألبان (KZSM ZR)

## أوروبا
في ألمانيا والنمسا يتم انتخاب العديد من ملكات اللبن (بالألمانية-Milchkönigin) من قبل جمعيات الدولة للألبان. منذ عام 1985 تنتخب صناعة الألبان البافارية (الرابطة الوطنية لصناعة الألبان البافارية) نصف سنويًا ملكة وأميرة. جمعيات الدولة في براندنبورغ،  هيس، راينلاند بالاتينات،  ساكسونيا  وتورينجيا  ينتخبوا ملكات الحليب أيضًا.
لوور استريلياز كاترين الأولى هي ملكة الحليب الأحدث في البلدان الناطقة بالألمانية. تم انتخابها في عام 2012. في بولندا في عام 2013، بدأ انتخاب ملكة الحليب البولندية (ملكة الحليب البولندية) للمرة الأولى.

## أمريكا الجنوبية
في الأرجنتين في عدّة مناسبات يتم انتخاب ملكة الحليب (بالإسبانية-La Reina de la Leche). تختلف هذه الانتخابات عن غيرها من البلدان، فهي مسابقة جمال فقط.

## روابط خارجية
Film about the election of the Bavarian Milk Queen 2013, 2013-05-14, Deutsche Welle (Retrieved 2013-07-15)